# Archeologické muzeum Varna

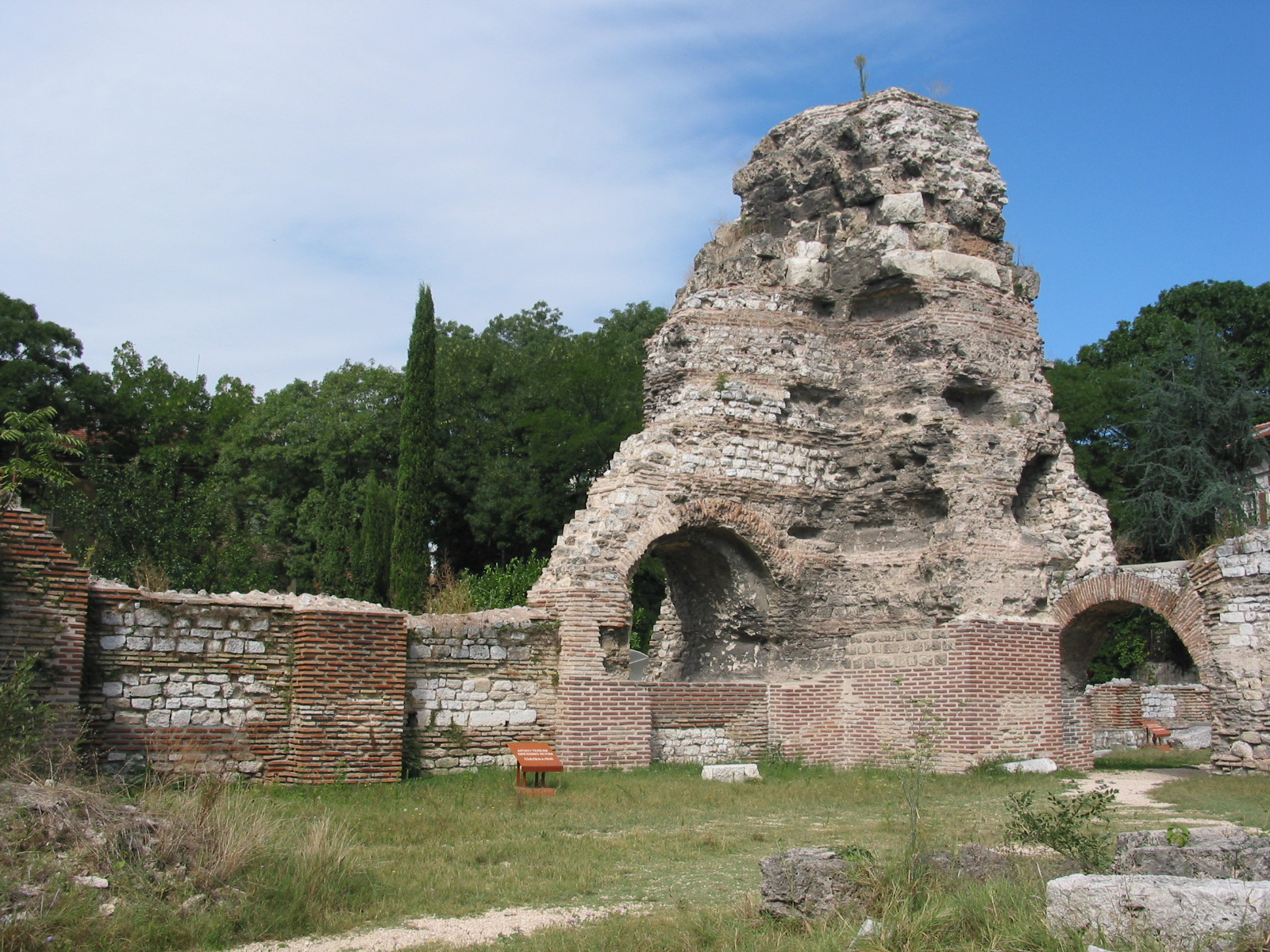
Římské lázně

Archeologické muzeum Varna (bulharsky Варненски археологически музей) je archeologické muzeum v bulharském městě Varna na pobřeží Černého moře.
Muzeum sídlí v neoklasicistní budově, navržené architektem Petko Momčilovem a postavené v letech 1892 až 1898 pro městské Dívčí gymnázium. V roce 1945 bylo muzeum znárodněno a v roce 1952 bylo přemístěno do budovy na ulici „Šejnovo“ (bulharsky Шейново) č. 5. V roce 1983 se vrátilo do původní budovy a od roku 1993 zabírá všechny její prostory.

## Vznik
Vznik a rozvoj muzea je spjat s českým archeologem Karlem Škorpilem a jeho bratrem Hermannem, kteří přišli pomáhat s rozvojem vzdělanosti a kultury „bratrského“ slovanského národa, poté co se Bulharsko vymanilo z tureckého jha.
Bratři Škorpilové se v roce 1894 natrvalo usadili ve Varně. 12. prosince 1901 založila skupina společensky aktivních osob a učitelů „Varenskou archeologickou společnost“, která se po desetiletí stala vůdčí silou studia a zájmu o historii Varny, Varenské oblasti a celého severovýchodu Bulharska. Založení muzea bylo nejdůležitějším cílem společnosti. První muzejní výstava byla otevřena 11. června 1906 v místnosti tehdejšího „Dívčího gymnázia“. Karel Škorpil byl zvolen ředitelem muzea a zůstal jím až do své smrti v roce 1944.

## Expozice

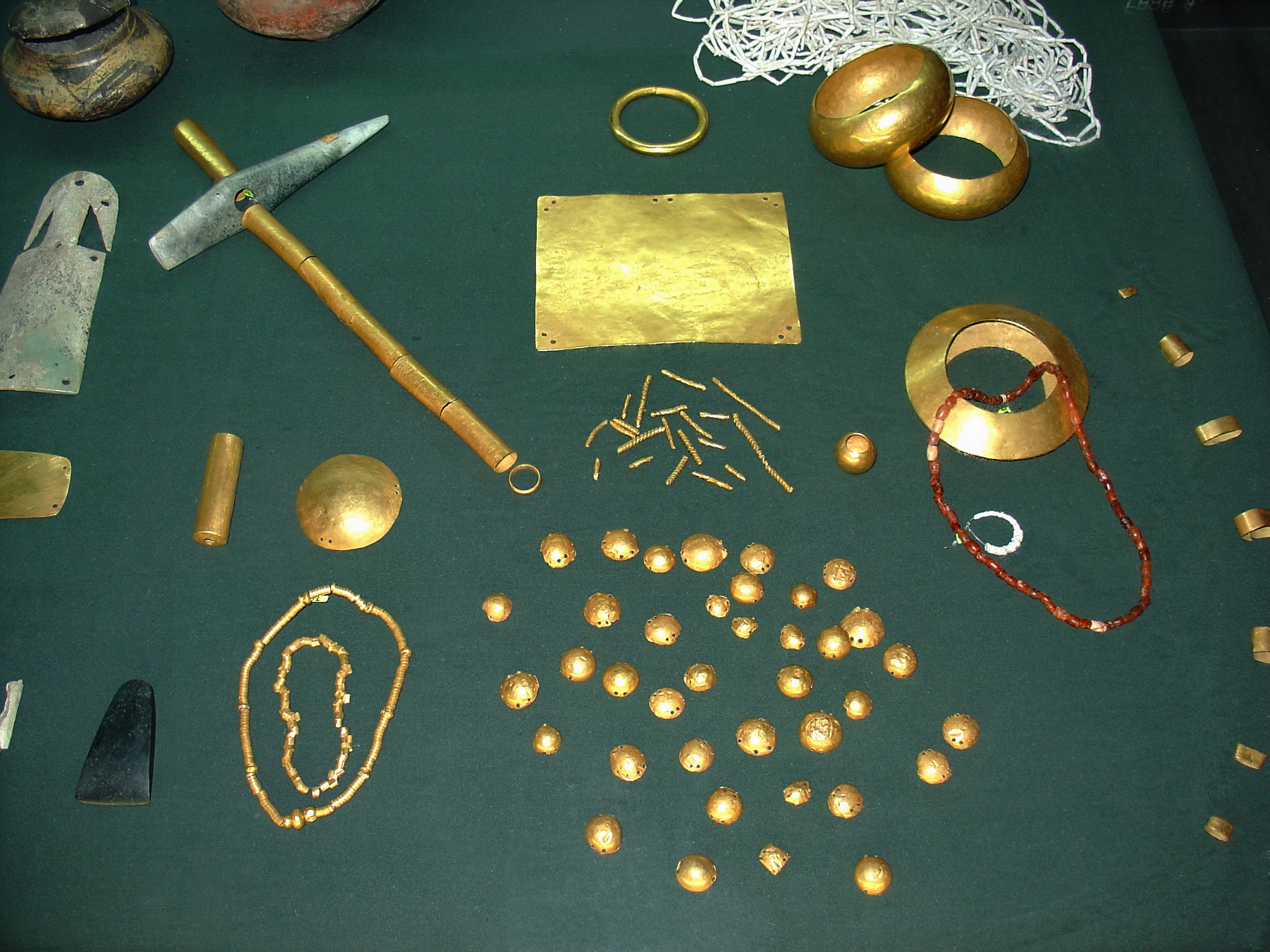
Varenské zlato

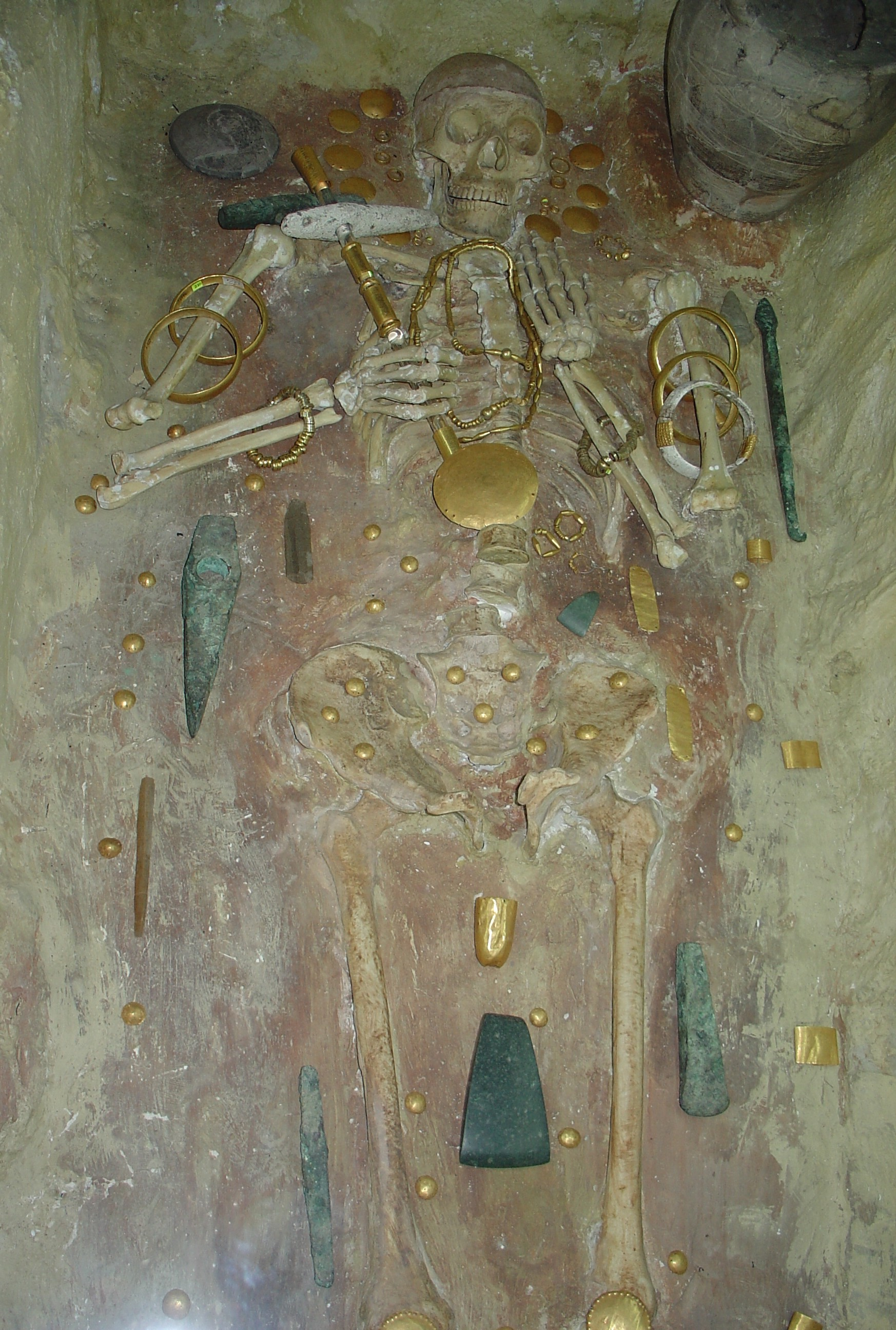
Hrob z nekropole se zlatými předměty

Archeologické muzeum ve Varně je jedním z největších muzeí v Bulharsku, expozice na ploše 2150 m² představuje sbírkové předměty z prehistorického, thráckého, antického Řeckého a římského období v regionu, stejně jako z dob středověké bulharské a byzantské říše, období nadvlády Turků a bulharského národního obrození (včetně asi 900 středověkých a obrozeneckých ikon).
Nejznámějšími exponáty jsou předměty z takzvaného „Pokladu z Varny“, nejstaršího zlatého pokladu na světě, nalezeného při vykopávkách nekropole v roce 1972. Zlaté a jiné předměty datované do období 4600–4200 let před naším letopočtem jsou vystaveny ve třech oddělených výstavních sálech.
Muzeum spravuje i venkovní archeologické prostory jako jsou velké římské lázně v centru města a středověká grotta kláštera Aladža v národním parku Zlaté Písky. Na dalších lokalitách probíhá výzkum a konzervace a mají být předána do správy muzea. Jde o episkopální baziliku ze 4. až 5. století na ulici chána Kruma, baziliku a klášter ze stejného období na návrší Džanavara, klášter Bohorodičky 9. až 10. století; skriptorium Preslavské literární školy v obci Pčelina; a středověké opevněné osídlení Kastritsi u paláce Evksinograd.
Muzeum má vlastní knihovnu, prodejnu suvenýrů a kavárnu. Jeho lapidárium každoročně hostí jazzový festival Varenské léto.
Od roku 2007 jsou expozice tematicky rozděleny do jednotlivých sálů:

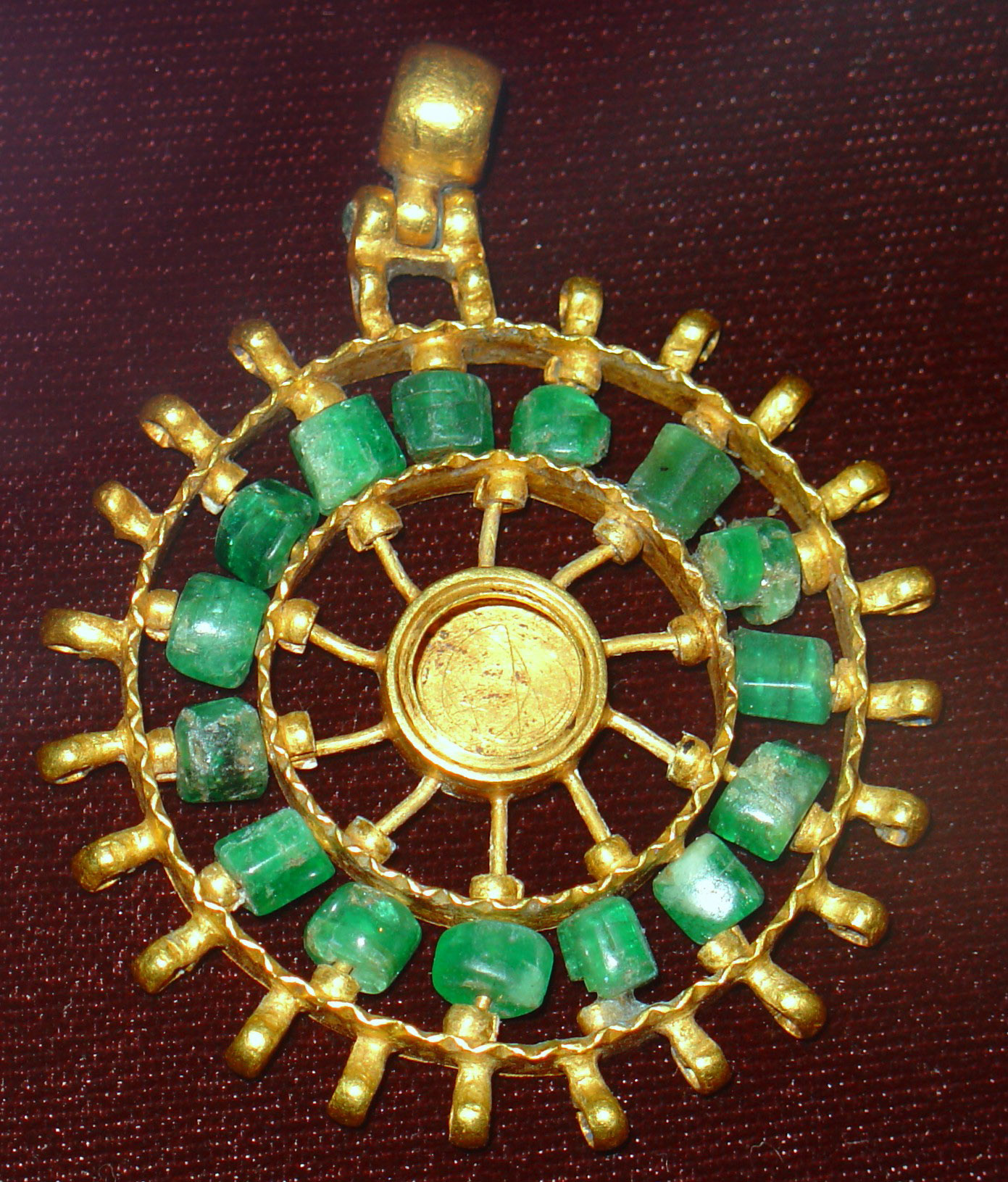
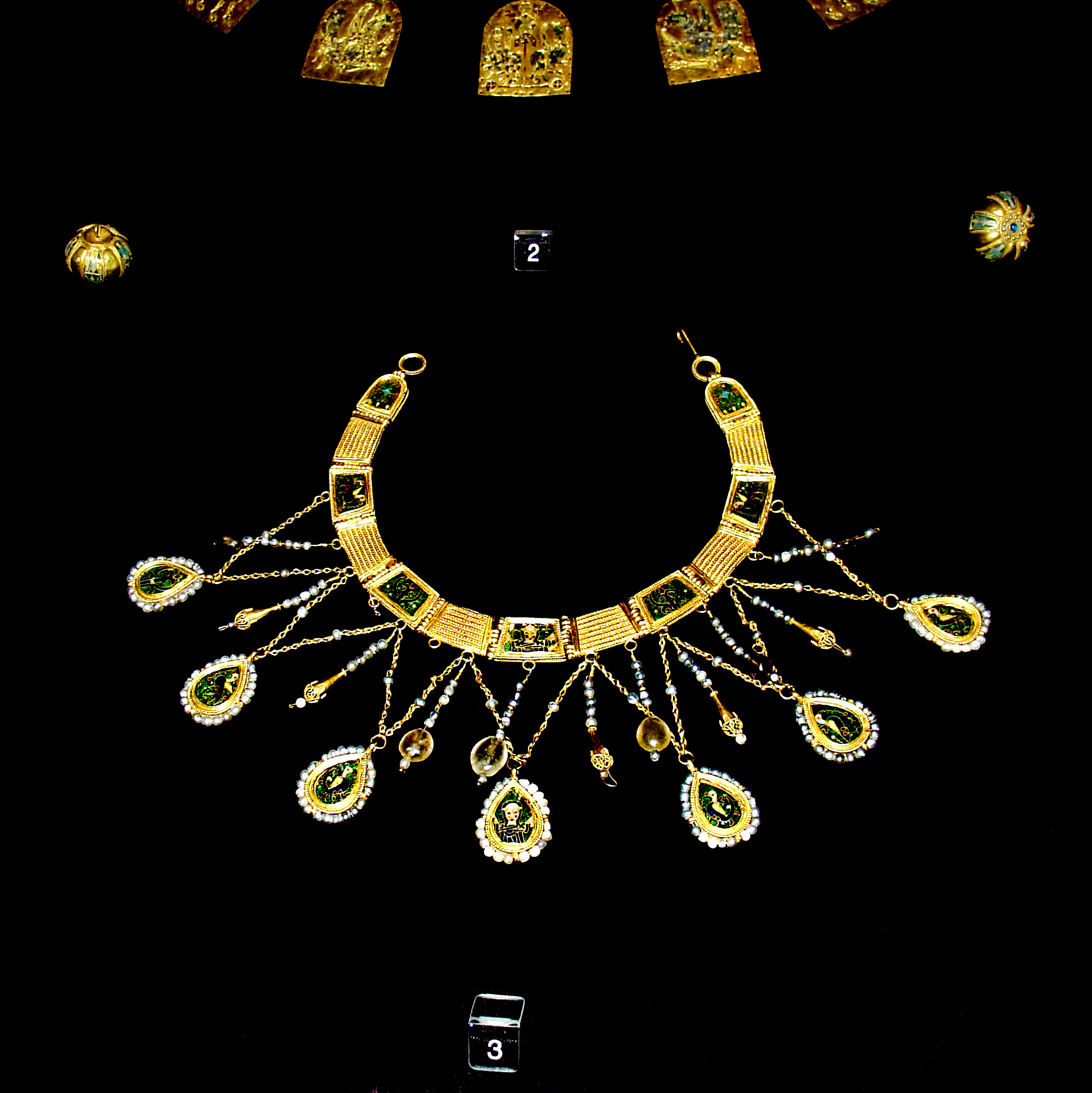
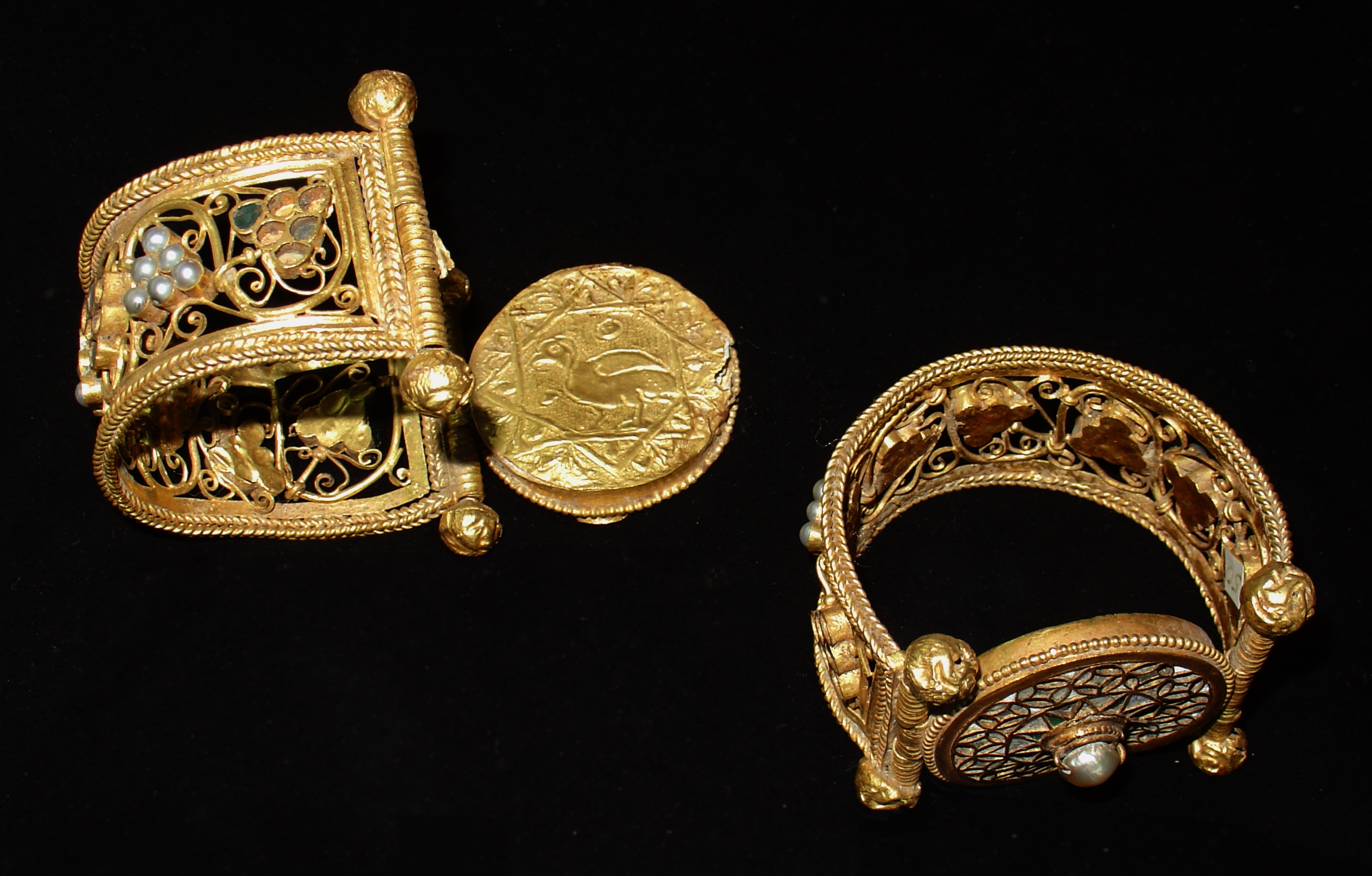
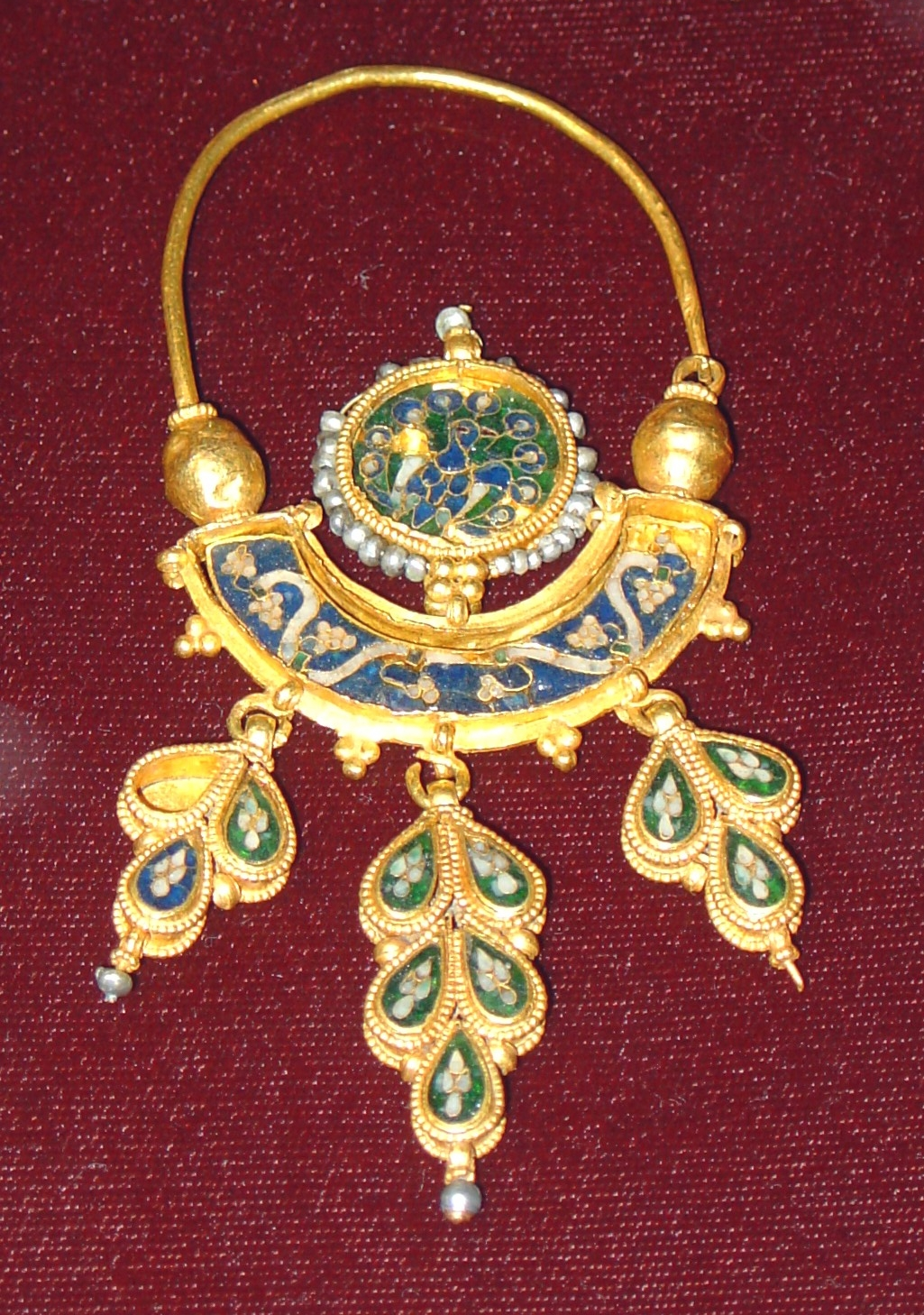
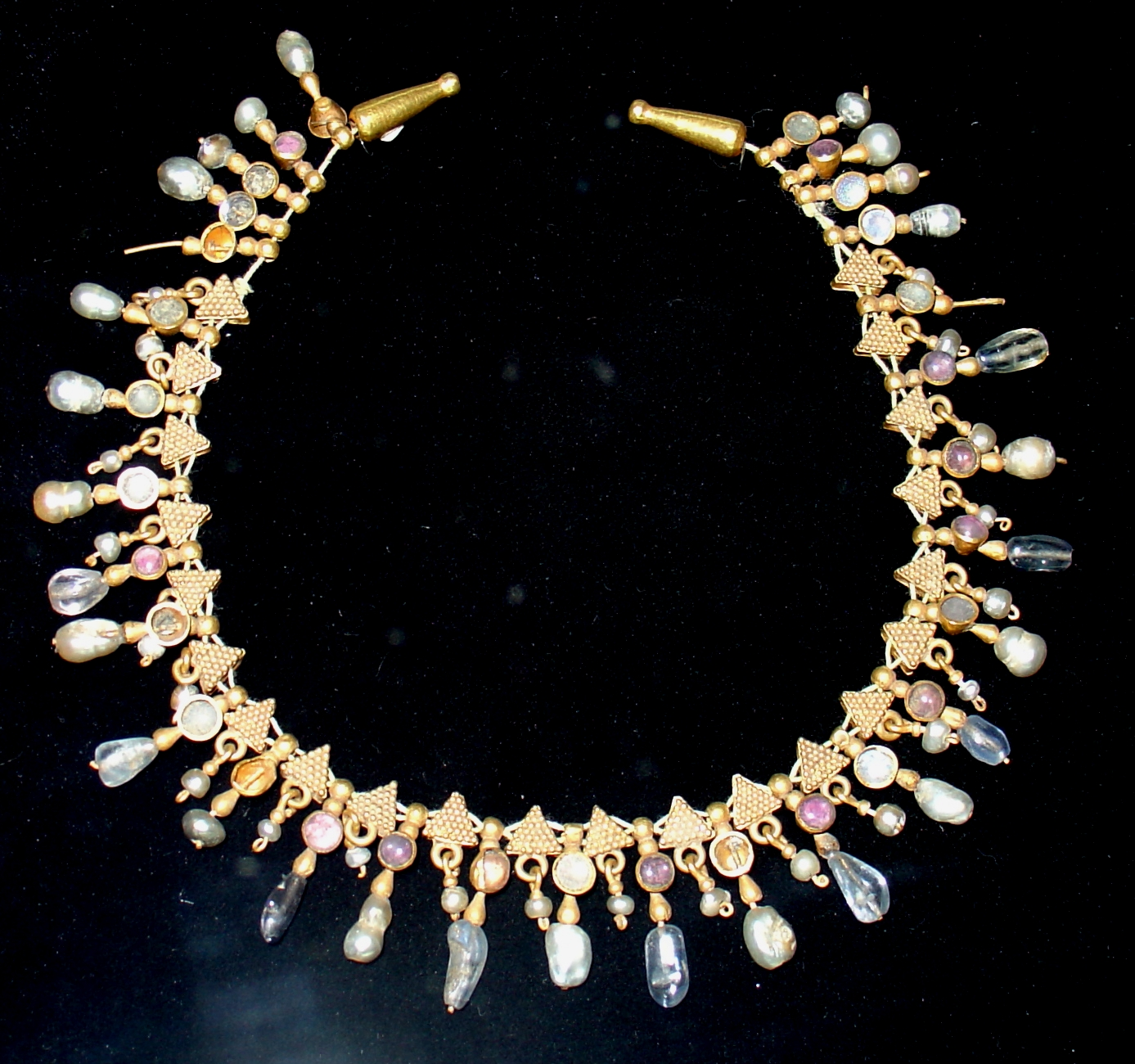
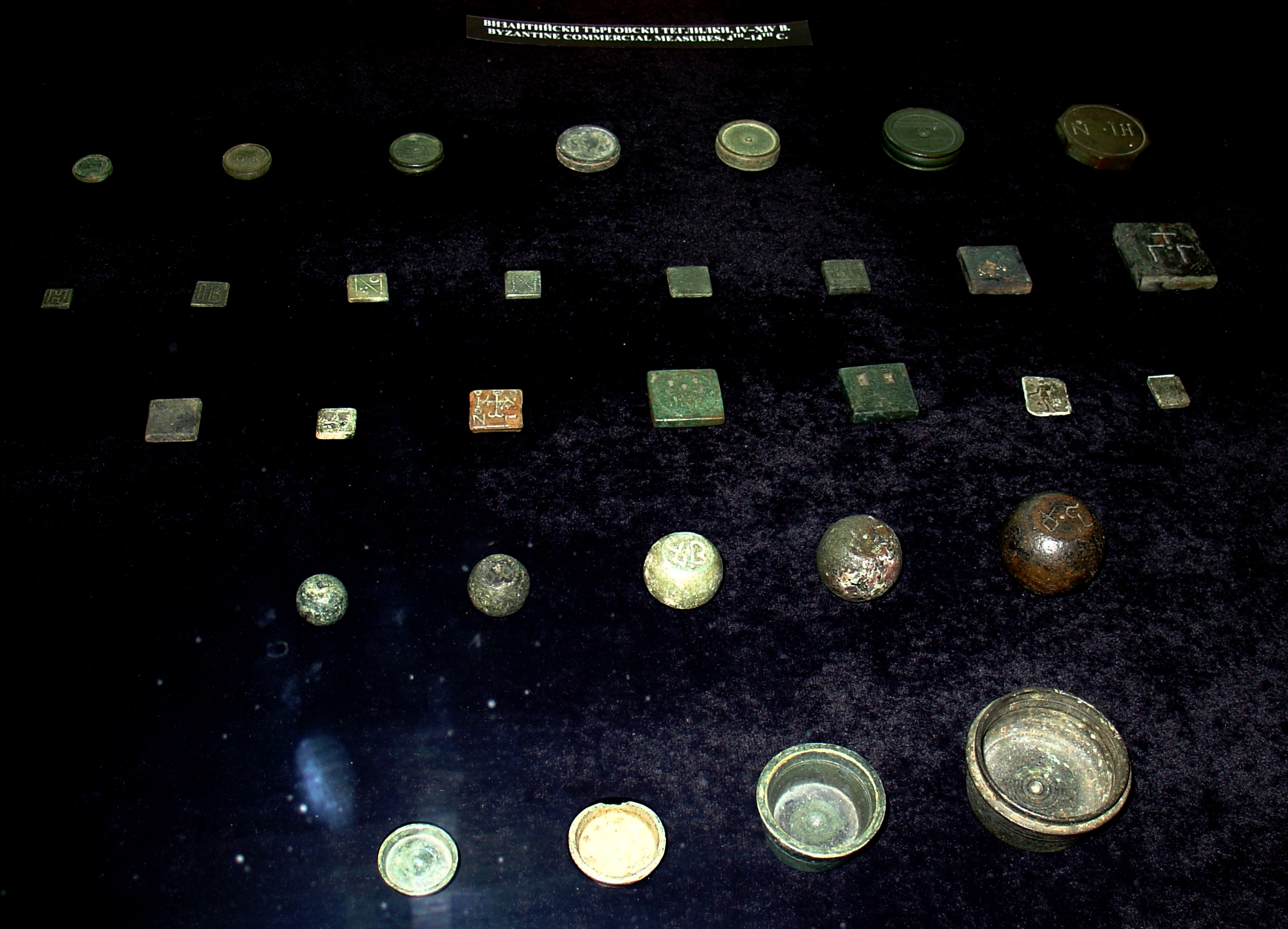
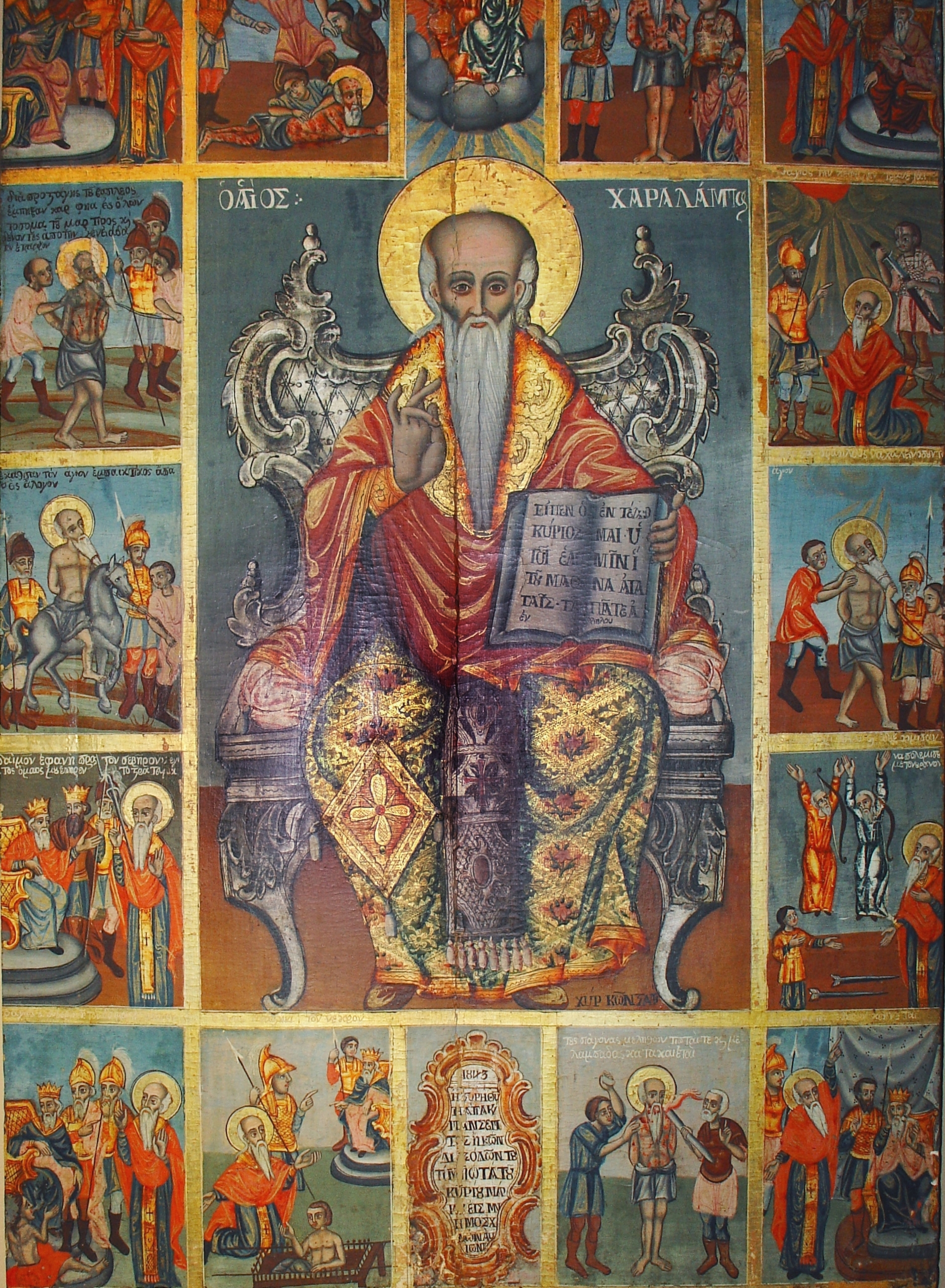

| Sál            | Téma                                                 | Období                                                        |
| -------------- | ---------------------------------------------------- | ------------------------------------------------------------- |
| Prehistorie    |                                                      |                                                               |
| 1              | Neolit/mezolit                                       | 7.–6. tisíciletí př. n. l.                                    |
| 2              | Eneolit – raná fáze                                  | 5. tisíciletí př. n. l.                                       |
| 3              | Eneolit – pozdní fáze                                | druhá polovina 5. tisíciletí př. n. l.                        |
| 4              | Raná kultura Thráků                                  | 3200 př. n. l.–500 př. n. l.                                  |
| 5-7            | Varenská eneolitní metropole                         | 4400 př. n. l.–4200 př. n. l.                                 |
| Antika         |                                                      |                                                               |
| 8              | Vznik města Odesos                                   | 6. století př. n. l.–4. století př. n. l.                     |
| 9              | Odesos v období Helénismu                            | polovina 4. století př. n. l. – polovina 1. století př. n. l. |
| 10-12          | Náboženství a pohřební rituály                       | 1. století–4. století                                         |
| 13             | Šperky                                               | 4. století př. n. l.–6. století                               |
| 14-15          | Odesos v dobách Římské říše                          | 1. století–3. století                                         |
| 16             | Antické umění                                        | 5. století př. n. l.–3. století                               |
| 17             | Odesos a okolí v období pozdní antiky                | 4. století – počátek 7. století                               |
| 18             | Raně křesťanský Odesos                               | 4. století – počátek 7. století                               |
| Středověk      |                                                      |                                                               |
| 22-23          | Varenská oblast v První bulharské říši               | 7. století–11. století                                        |
| 24             | Znovuzrození města Varna                             | 11. století                                                   |
| 25             | Varna v období Druhé bulharské říše                  | 12. století–14. století                                       |
| 26-28          | Varna ve XIV.–XVIII. století                         | 14. století–18. století                                       |
| 29             | Středověké šperky                                    | 13. století–14. století                                       |
| Církevní umění |                                                      |                                                               |
| 31             | Liturgické nádoby XVII.–XIX. století                 | 17. století–19. století                                       |
| 32             | Ikony XVI.–XVIII. století                            | 16. století–18. století                                       |
| 33-34          | Ikony bulharského černomořského pobřeží XIX. století | 19. století                                                   |
| 35-36          | Ikony tzv. „trjavenské školy“                        | 19. století                                                   |
| 35-36          | Řezbářství tzv. „trjavenské školy“                   | 19. století                                                   |